# 죽속
죽속(일본어: 竹束 たけたば[*])은 일본의 방패의 일종이다. 한자 그대로 대나무(竹)를 여럿 밧줄로 묶어(束) 원기둥 모양으로 만든 것이다. 센고쿠 시대부터 에도 시대에 걸쳐 사용되었다.
센고쿠 시대 이후 전투에서 종자도총이 등장하여 기존의 나무판자 방패가 무용지물이 되자 고안되었다. 당시의 화승총은 총알이 커서 파괴력은 컸지만, 총알이 둥근 구형이고 강선도 없었기 때문에 관통력은 약했기 때문에 죽속을 관통할 수 없었다. 또 만들기 위한 재료가 구하기 쉽기 때문에 전국적으로 순식간에 퍼져나갔다. 그러나 불에 약하다는 단점도 있다.
크기는 작은 것은 길이 여섯 척(약 180 cm), 지름 한 척(약 30 cm). 대형은 길이 여덟 척(약 240 cm)에 지름 네 척(약 120 cm)정도였다.  또 병사들이 들고 다니는 죽속 외에도 나무 방패의 전면에 나란히 놓거나, 그렇게 나란히 놓은 것에 바퀴를 달아 이동식으로 만든 것도 있었다.
방어구이지만 수비보다는 공세용 무기로 더 많이 사용되었다. 특히 공성전에서 수비군이 퍼붓는 화살과 총알을 막아내는 데 큰 효과가 있었다.